# Klymentij Scheptyzkyj
Klymentij Scheptyzkyj MSU (ukrainisch Климентій Шептицький, polnisch Klemens Szeptycki, ursprünglich Kazimierz Szeptycki, ab 1871 Graf Szeptycki von und zu Szeptyce; * 17. November 1869 in Przyłbice/Prylbytschi, Bezirk Jaworów, Galizien; † 1. Mai 1951 in Wladimir, Sowjetunion) war ein Geistlicher des Studitenordens der Ukrainisch griechisch-katholischen Kirche im Rang eines Archimandriten. Vor seiner Entscheidung für das Leben als Mönch war der Großgrundbesitzer von 1900 bis 1907 Abgeordneter zum österreichischen Reichsrat. Klymentij wurde von der Katholischen Kirche seliggesprochen und erhielt vom Staat Israel den Titel Gerechter unter den Völkern, weil er viele Juden gerettet hat. Als Archimandrit eines wichtigen Ordens wurde er gefangen genommen und starb in sowjetischer Haft.

## Frühes Leben
Maria Kasymyr Scheptyzkyj wurde 1869 in Prylbytschi in der Nähe von Lwiw (Galizien) in eine alte polnisch-ruthenische Adelsfamilie geboren. Die Familie Scheptyzkyj lebte im östlichen Teil von Polen in der Nähe von Zamość im Palast von Labunie. Zu dieser Zeit war Labunie Teil von Österreich-Ungarn. Klymentij war der jüngere Bruder des Metropoliten Andrej Scheptyzkyj und von Stanisław Szeptycki, einem polnischen Offizier und Politiker.
Er erhielt zunächst Privatunterricht und besuchte ab 1882 das Gymnasium St. Anna in Krakau. Von 1887 bis 1891 studierte Scheptyzkyj Rechtswissenschaft an den Universitäten Krakau, München, Wien und Paris. 1892 wurde er zum Doktor der Rechte an der Jagiellonen-Universität promoviert. Nach dem Abschluss seiner Studien übernahm er die Verwaltung des Familienguts in Prylbytschi.
Bei einer Ersatzwahl nach dem Rücktritt Stanisław Dąmbskis wurde Scheptyzkyj im Mai 1900 als Vertreter des galizischen Großgrundbesitzes ins Abgeordnetenhaus des österreichischen Reichsrates gewählt, bei der regulären Reichsratswahl 1901 wurde sein Mandat bestätigt. Er saß im Polenklub des Abgeordnetenhauses und gehörte zur Gruppe der polnischen Konservativen. Daneben gehörte er von 1903 bis 1912 der Bezirksvertretung von Bóbrka (Bibrka) an. Nach der Ablösung des Kurienwahlrechts durch ein allgemeines Männerwahlrecht 1907 schied er aus dem Reichsrat aus. Ab 1905 war er Vizepräsident und von 1907 bis 1911 Präsident des Galizischen Forstvereins.
1911 trat Scheptyzkyj als Mönch in die Erzabtei Beuron der Benediktiner (lateinischer Ritus) in Deutschland ein. Nach einem Jahr entschied er sich, es seinem älteren Bruder gleichzutun, zur Ukrainische griechisch-katholische Kirche zurückzukehren und dem Studitenordenkloster St. Theodor Studites in Bosnien beizutreten. Als Ordensnamen wählte er Klymentij (Klemens), nach dem heiligen Papst Clemens von Rom, der sein Märtyrertod in Chersones erlitt und zusammen mit St. Andreas als Gründer des Christentums im slawischen Raum angesehen wird. 1913 begann er sein Theologiestudium in Innsbruck. Noch während seines Studiums weihte ihn der Bischof von Križevci (Kroatien) Dionisije Njaradi am 28. August 1915 zum Mönchspriester. 1919 beendete er sein Studium und kehrte in die Ukraine zurück, um in der Uniw'ska Lawra (Mariä-Entschlafens-Kloster in Uniw) sein monastisches Leben zu verbringen.

Familienwappen der Scheptyzkyjs

1926 wurde Pater Klymentij zum Hegumen der Uniw'ska Lawra ernannt. 1937 ging er nach Lwiw, um seinem leidenden Bruder Andrej zu helfen. Gemäß dem Hitler-Stalin-Pakt besetzte die Rote Armee im September 1939 Ostpolen. Die sowjetischen „Befreier“ erstellten sofort einen Plan, um die ukrainischen intellektuellen Eliten und die Kirche zu eliminieren. Zu dieser Zeit wollten sie nicht den im Volk beliebten Metropoliten selbst inhaftieren, sondern versuchten Klymentij festzunehmen und ihren Bruder Leon umzubringen. Zu dieser Zeit teilte Andrej Scheptyzkyj die griechisch-katholische Kirche in der Sowjetunion in vier Exarchate auf und ernannte Klymentij zum Exarchen von Russland.

## Zweiter Weltkrieg

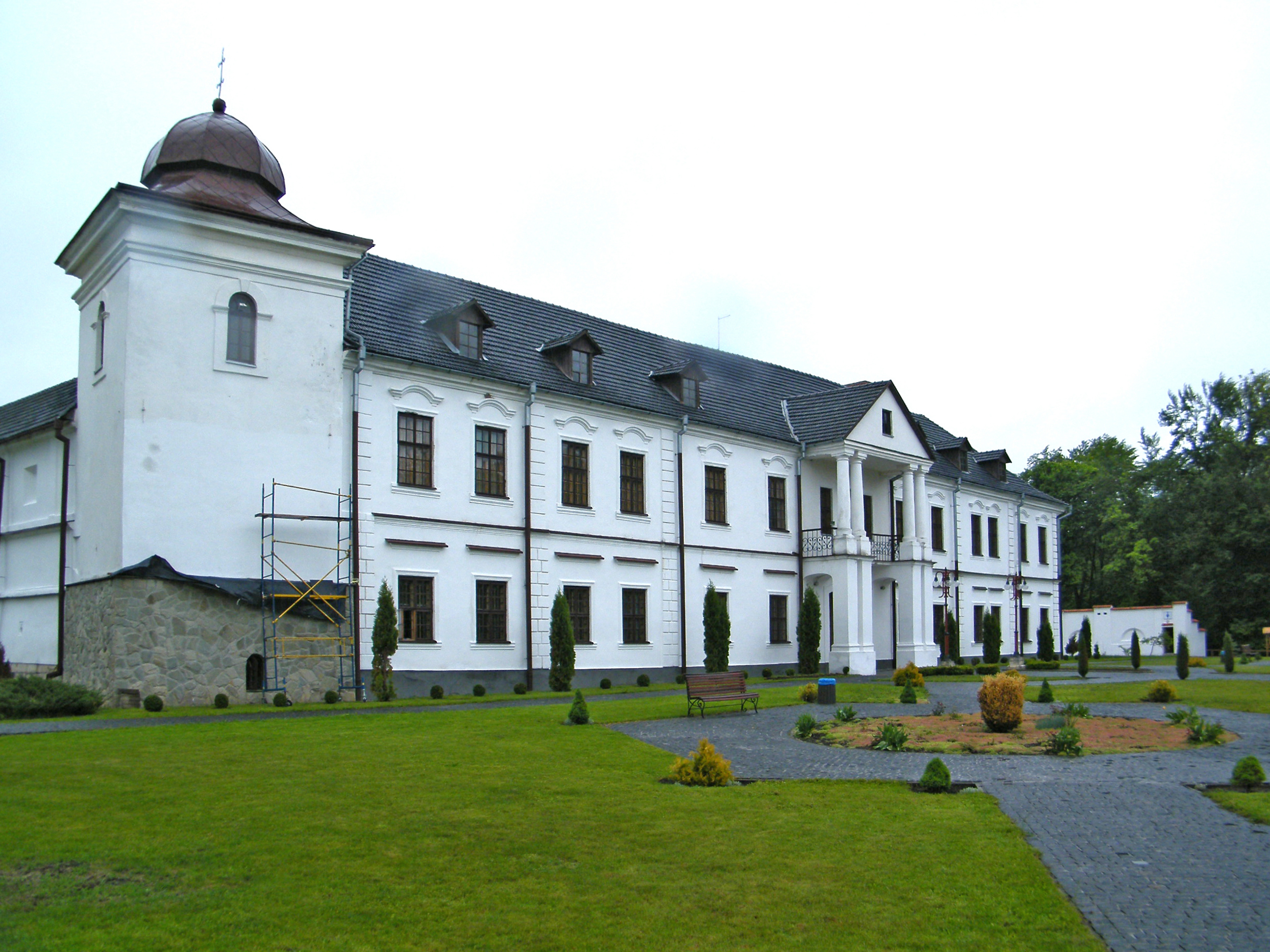
Mariä-Entschlafens-Kloster in Uniw

1941 wurde die Verfolgung der Christen unterbrochen, durch den Deutsch-Sowjetischen Krieg und die Besetzung der Ukraine durch deutsche Truppen. Trotzdem verbesserte sich die Situation nicht spürbar. Zu dieser Zeit half Klymentij seinem Bruder Andrej Scheptyzkyj Juden zu retten, in Studitenordenklöster zu verstecken und Gruppen zu organisieren, um ihnen zu helfen in die von Ungarn kontrollierte Karpatenukraine zu fliehen.
Von 1941 bis 1944, als die Region vom nationalsozialistischen Deutschen Reich besetzt war, wurden jüdische Jungen in der Uniw'ska Lawra versteckt. Uniw war äußerst wichtig, weil es das Hauptkloster der Studiten war und in der großen Gemeinschaft von Mönchen jüngere Männer von der Regierung nicht bemerkt wurden. Zusammen mit einer Handvoll Männer, die sich um die Jungen kümmerten, waren drei Personen sehr wichtig für ihre Sicherheit: Metropolit Andrej Scheptyzkyj, Oberhaupt der UGCC, sein Bruder Klymentij und Omeljan Kowtsch, ein Priester vom benachbarten Peremyschljany. Kurt I. Lewin, dessen Vater der letzte Rabbi von Lwiw war und der später ein renommierter Geschäftsmann wurde, und David Kahane, später Oberrabbi der israelitischen Luftwaffe, wurden beide von Andrej Scheptyzkyj in Lwiw versteckt. Später in ihrem Leben, schrieben beide über ihre Erfahrungen, Lewin in „Eine Reise durch Illusionen“ und Kahane im „Lwow Ghetto Tagebuch“.
Klemyntij Scheptyzkyj wurde 1995 von Israel als Gerechter unter den Völkern anerkannt.

## Sowjetische Unterdrückung
Mit der Wiederkehr der Sowjets 1944 wurde eine koordinierte Aktion gestartet, um die Kirche zu zerstören und in das Moskauer Patriarchat einzuverleiben. Nach dem Tod des Metropoliten, ernannte sein Nachfolger, Jossyf Slipyj, Klymentij zum Archimandrit des Studitenordens. Dies hieß, dass während der Zeit der Massenarreste von Kirchenvertretern durch die sowjetische Geheimpolizei 1945, Klymentij einer der höchsten Kirchenvertreter wurde, die übrig blieben. Als solcher wurde er der informelle Leiter der Kirche, traf sich mit Mönchen und Priestern und stärkte sie in ihrer Entschlossenheit. Am 5. Juni 1947 wurde er während des Abendgebets festgenommen, zuerst ins Gefängnis der Geheimpolizei in Lwiw, dann in Kiew und nach seiner unerschütterlichen Verweigerung seinen Glauben aufzugeben und dem Moskauer Patriarchat zu dienen, wurde er zu acht Jahren Gefängnis verurteilt.

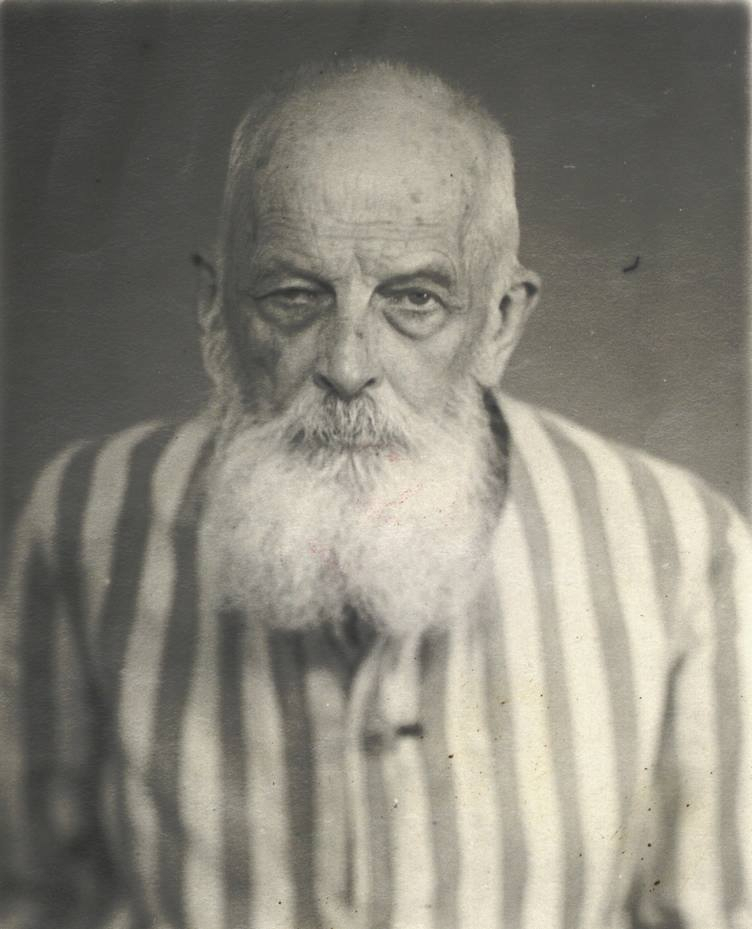
Klymentij Scheptyzkyj, Vorverfahren 1947 in Lwiw

Iwan Krywytskyj hatte ihn als großen, eher dünnen Mann, mit langen weißen Bart, leicht gebückter Haltung und einem Stock in Erinnerung. Seine Arme waren locker und ruhig, sein Gesicht und seine Augen freundlich. „Er erinnerte mich an den heiligen Nikolaus... Einige Schwestern reichten ihm drei Äpfel... Und er gab einen Apfel Roman Nowosad, der Bauchprobleme hatte. Er sagte: 'Du musst für deinen Bauch sorgen' und die restlichen verteilte er unter uns.“ Er starb am 1. Mai 1951 im Zentralgefängnis Wladimir in Russland.

## Verehrung
Scheptyzkyj wurde am 27. Juni 2001 von Papst Johannes Paul II. während seiner apostolischen Reise in der Ukraine, zusammen mit 27 anderen Mitglieder der UGKK seliggesprochen.
Am 29. Juli 2011 wurde ihm und seinem Bruder Andrej Scheptyzkyj in ihrem Heimatsort Prylbytschi ein Denkmal errichtet.

## Vermächtnis
Im November 2011, spendete James Temerty, Vorsitzender der Ukrainisch-jüdischen Begegnungsinitiative, $ 1,2 Millionen, um drei gestiftete Lehrstühle in jüdischen Studien an der Ukrainische Katholischen Universität in Lwiw zu errichten.

Der Menschenrechtsaktivist Myroslaw Marynowytsch sagte:
Wir wollten immer tiefer eintauchen in das Vermächtnis von früheren Generationen von ethnischen Ukrainern und Juden, die in den historischen Ländereien der Ukraine lebten. Dieses Vermächtnis kennt nicht nur Schmerz und Ungerechtigkeit, sondern auch die Erfahrung von toleranter Koexistenz und gegenseitiger Hilfe. Um eine menschenwürdige Gestaltung der Zukunft zu gewährleisten, dürfen wir Ersteres nicht vergessen und Letzteres aktiv erfahren. So reicht zum Beispiel das geistige Erbe der Brüder Scheptyzkyj, Andrej und Klymentij, allein aus, um dem heutigen Menschen die ganze Schönheit der Liebe zur Menschheit zu offenbaren.